# Wakefield (Rhode Island)
Wakefield è un villaggio degli Stati Uniti d'America, nella Contea di Washington, nello Stato del Rhode Island.
Fa parte della città (town) di South Kingstown.